# Guerra espiritual
La guerra espiritual és el concepte cristià de la lluita contra el treball de les forces sobrenaturals del mal. Es basa en la creença bíblica en els esperits malignes, o dimonis, que es diu que intervenen en els afers humans de diverses maneres. Encara que la guerra espiritual és una característica destacada de les esglésies neocarismàtiques, diverses altres denominacions i grups cristians també han adoptat pràctiques arrelades en els conceptes de guerra espiritual, amb la demonologia cristiana sovint jugant un paper clau en aquestes pràctiques i creences.
L'oració és una forma comuna de "guerra espiritual" practicada entre aquests cristians. Altres pràctiques poden incloure l'exorcisme, la imposició de les mans, el dejuni amb pregària, lloança i adoració, i la unció amb oli.